# 睿宗 (唐)
睿宗（えいそう）は、唐朝の第5代・第8代皇帝。高宗の八男で、中宗の同母弟にあたる。

## 生涯
高宗の末子として、格別の寵愛を受けた李旦は、文明元年（684年）、兄の中宗が母である武則天によって廃位されたことにより、帝位に即いた。しかし、その即位は武則天による傀儡政治であり、李旦自身には政治的な実権は全く存在しなかった。載初元年（690年）、武則天が自ら皇帝として即位すると、李旦は廃位された（武周）。
神龍元年（705年）、武則天の崩御直前に中宗が復位し（唐の再興）、李旦は安国相王に封じられた。景龍4年（710年）、その中宗が韋皇后によって毒殺されると、李旦は三男の李隆基（後の玄宗）と協力して韋后一派を排除し、甥の李重茂（殤帝）を廃して再び帝位に就いた。延和元年（712年）、李旦は玄宗に譲位し、太上皇帝と称した。開元4年（716年）、55歳で崩御した。

## 宗室

### 后妃
- 正室：劉皇后（贈粛明順聖皇后） - 劉徳威の子の劉延景の娘
  - 長男：寧王 李憲（李成器、譲皇帝）
  - 長女：寿昌公主
  - 四女：代国公主 李花婉
- 側室：竇徳妃（贈昭成順聖皇后） - 竇誕の子の竇孝諶の娘
  - 三男：相王 李隆基（玄宗） - 第9代皇帝
  - 八女：金仙公主
  - 九女：玉真公主 李持盈
- 側室：豆盧貴妃 - 豆盧欽望の弟の豆盧欽粛の娘
- 側室：崔貴妃
  - 七女：鄎国公主
- 側室：王徳妃 - 王僧弁の子の王顗の曾孫娘
  - 五男：恵宣太子 李業
  - 三女：淮陽公主 李花山
  - 五女：涼国公主 李花妝
- 側室：賢妃 王芳媚 - 王徳妃の妹
- 側室：崔孺人 - 皇子時代の側妃
  - 四男：恵文太子 李範
- 側室：唐孺人 - 皇子時代の側妃、唐倹の子の唐観の娘
- 側室：柳宮人 - 柳奭の孫娘で王廃后の從妹
  - 次男：恵荘太子 李撝（李成義）
- 生母不詳の子女
  - 六男：随王 李隆悌
  - 次女：安興公主
  - 皇女：薛国公主
  - 皇女：霍国公主

## 登場作品
テレビドラマ
- 『則天武后』（1995年）演：韓青
- 『武則天 秘史（中国語版）』（2011年）演：田宇鵬
- 『二人の王女』（2012年）演：葉鵬
- 『謀りの後宮』（2013年）演：駱達華
- 『武則天 -The Empress-』（2015年）演：徐楊